# 田宮寛之
田宮 寛之（たみや ひろゆき、1963年 - ）は、経済ジャーナリスト、東洋経済新報社編集局編集委員、明治大学講師（学部間共通総合講座）、拓殖大学客員教授（商学部・政経学部）。

## 経歴
東京都出身。明治大学経営学部卒業後、日本経済新聞グループのラジオたんぱ(現・ラジオ日経)に入社。株式、債券、為替などマーケット取材を担当。1991年に退社。米国ウィスコンシン州ワパン高校教員を経て1993年東洋経済新報社に入社。企業情報部や金融証券部、名古屋支社で記者として活動した後、『週刊東洋経済』編集部デスクとなる。
2007年、株式雑誌の『オール投資』編集長に就任。2009年、就職・採用・人事などの情報を配信する「東洋経済HRオンライン」を立ち上げて編集長となる。これまで取材してきた業界は自動車、生保、損保、証券、食品、住宅、百貨店、スーパー、コンビニエンスストア、外食など。『週刊東洋経済』デスク時代は特集面を担当し、マクロ経済からミクロ経済まで様々な題材を取り上げた。
最近は学生の就職活動に関する執筆や情報配信、講演が多くなっている。また、毎年12月に発行される『週刊東洋経済　臨時増刊　就活に勝つ』『就職氷河期に勝つ』の編集長も務めている。2014年から「就職四季報プラスワン」編集長を兼務。
2012年から毎年「日本HRチャレンジ大賞」の審査員を務めている。

## 活動

### 著書
- 東洋経済産業動向調査班 編 編『規制緩和で生まれるビジネスチャンス』東洋経済新報社、1994年5月。
- 監修『生保・損保 1999』二期出版、1997年。
- 監修『生保・損保 2000年版』二期出版、1998年。
- 監修『生保・損保 2001年版』二期出版、1999年。
- 『就活は3年生からでは遅すぎる』東洋経済新報社、2011年。
- 『親子で勝つ就活』東洋経済新報社、2012年。
- 『『四季報』で勝つ就活』三修社、2013年。
- 『転職したけりゃ四季報のここを読みなさい』徳間書店、2014年。
- 『みんなが知らない超優良企業』講談社＋α新書、2016年。
- 『無名でもすごい超優良企業』講談社＋α新書、2017年。
- 『東京五輪後でもぐんぐん伸びるニッポン企業』講談社＋α新書、2018年。
- 『2027日本を変えるすごい会社』自由国民社　2021年9月。
- 『就活のための「四季報」活用法』三修社　2021年11月。
- 『何があっても潰れない会社』SB新書　2022年4月
- 『教養としての企業分析』 自由国民社 　2023年4月

### 出演
フジテレビ
- 「バイキング MORE」

テレビ朝日
- 「ワイド！スクランブル」

TBSラジオ
- 「深夜の使える情報マガジン　渋谷和宏ヒント」[5]。

日本テレビ
- 「news zero」
- 「リアルタイム」
- 「日テレニュース24」[6]。

文化放送
- 「就職戦士ブンナビ！」
- 「チャレンジ梶原放送局」
- 「蟹瀬誠一 ネクスト」
- 「吉田照美 飛べ！サルバドール」

ラジオ日本
- 「トレンドビズステーション」

ニコニコ動画
- 「東洋経済×ニコ生　就活必勝マニュアル」[7]。

J-WAVE
- 「別所哲哉　Tokyo Morning Radio」[8]。[9]。

ジャパンエフエムネットワーク (JFN)
- 「OH! HAPPY MORNING」[10]。

日本BS放送
- 「ストックボイスTOKYOマーケットワイド」
- 「IN side OUT」

千葉テレビ
- 「魚住りえのカイシャを伝えるテレビ」
- 「モーゼの道標」
- 「ビジネスキャッチ」
- 「りえ＆たいちのカイシャを伝えるテレビ」

ラジオNIKKEI
- 「ファイナンシャルBOX」
- 「マーケット・トレンド」

朝日ニュースター
- 「経済討論バトル」[11]。
- 「ニュースの真相」

YouTube
- 「親子で勝つ就活」[12]。
- 「就活は3年生からでは遅すぎる！」[13]。

ストックボイス
- 「Tokyo Financial Street」

### 連載寄稿
- 読売新聞「投資案内」
- 明治大学「MCAREER(えむきゃり)」（明治大学発行の就職支援情報誌）[14]。
- 日刊ゲンダイ「リベンジ転職時代がやってきた」

### 講演
- 東京大学[15]。
- 一橋大学
- 東京工業大学
- 九州大学
- 東北大学
- 筑波大学
- 明治大学[16]。
- 早稲田大学
- 慶應義塾大学[17]。
- 上智大学
- 法政大学
- 同志社大学
- 関西大学[18]。
- 関西学院大学[19]。
- 青山学院大学
- 中央大学[20]。
- 東京理科大学
- 専修大学
- 成城大学
- 創価大学
- 千葉商科大学
- 亜細亜大学
- 武蔵野大学
- 聖心女子大学
- 昭和女子大学
- 清泉女子大学
- 共立女子大学
- 東京女子大学
- 日本女子体育大学
- 名古屋外国語大学
- 龍谷大学
- 大阪経済大学
- 日本大学
- 神奈川大学[21]。
- 立正大学
- 東京経済大学
- 多摩大学
- 福岡大学[22]。
- 東北学院大学[23]。
- 多摩大学
- 拓殖大学
- 帝京大学
- 東洋大学
- 東京農業大学
- 高崎経済大学[24]。
- 十文字学園女子大学
- 愛媛大学
- 福島大学
- 大東文化大学
- 武蔵大学
- 明治学院大学
- 駒澤大学
- 国士舘大学
- 東京工科大学
- 明星大学
- 玉川大学
- 恵泉女学園大学
- 実践女子大学
- 和洋女子大学
- 南山大学
- 甲南大学
- 順天堂大学
- 東京未来大学
- 名城大学
- 大阪体育大学
- 京都女子大学
- 国学院大学
- 東北工業大学
- 東北生活文化大学
- 敬愛大学
- 日本薬科大学

- 宇都宮アート&スポーツ専門学校
- 宇都宮ビジネス電子専門学校[25]
- LEC東京リーガルマインド[26]

- みずほ証券
- いちよし証券
- 三井住友海上火災保険
- パソナキャリア
- アロン化成

- 日本私立大学協会
- 日本私立大学連盟
- 全国私立大学就職研究会
- 神奈川県私立大学就職研究会
- 日本短大協会[27]
- 福井県若者就職支援センター（ふくいジョブカフェ）
- 福井県立図書館
- 東京しごとセンター
- Ｉ・Ｃ・Ｓ(Internship&Creationship Study)
- Ｅ・Ｃ・Ｓ（Evolution&Creationship Study）
- 栃木県さくら市企業振興協議会
- 大学職業指導研究会

このほか、リクナビ、マイナビ、文化放送キャリアパートナーズなどが主催する就活生向けの合同企業説明会などでも定期的に講演している。

### 講座
- 拓殖大学 商学部 「経営学科特殊講義（業界・企業研究）」非常勤講師
- 明治大学商学部　特別テーマ実践科目「データで読み解くよい企業」講師
- 青山学院大学経済学部　産業論/経済・金融事情（ジャーナリズム・企業分析）講師
- 国学院大学経済学部「政策デザイン」講師
- 「親と子の就活講座」（ラジオNIKKEI主催）講師
- 日本キャリア開発協会 向上研修 「求職者支援に役立つ業界・企業研究法」講師[29]
- 就職セミナー「我が子を内定ゼロにしないために親がすべきこと」（東洋経済新報社主催）講師
- 「就職指導に活かす『四季報』講座」（東洋経済新報社主催）講師